# Aeroportul Gwinnett County
Aeroportul Gwinnett County (IATA: LZU, ICAO: KLZU, FAA LID: LZU) este un aeroport din Georgia, Statele Unite ale Americii ce deservește zona Lawrenceville⁠(d). Aeroportul a fost tranzitat în 2019 de 48 de pasageri.
Situat la o altitudine de 323 m, aeroportul dispune de 1 pistă.

## Infrastructură

### Piste
Aeroportul dispune de o singură pistă. Pista 07/25 are suprafața de asfalt și dimensiunile 6.000 picioare × 100 picioare. 